# Зоряне містечко
Зоряне містечко — селище міського типу, закрита адміністративно-територіальна одиниця, розташоване за 25 кілометрів від Москви.